# Dokšicy
Dokšicy (in bielorusso Докшыцы) è un comune della Bielorussia, situato nella regione di Vicebsk.